# Helius (Helius) rubicundus
Helius (Helius) rubicundus is een tweevleugelige uit de familie steltmuggen (Limoniidae). De soort komt voor in het Neotropisch gebied.